# Mocidade Unida de Manguariba
Mocidade Unida de Manguariba é um bloco de enredo do Rio de Janeiro, com sede no bairro de Paciência na zona oeste da cidade.
O bloco, que desfila na Estrada Intendente Magalhães, em Campinho, costuma apresentar desfiles com temáticas infantis.

## História
No ano de 2010, foi o quarto bloco a desfilar pelo Grupo 2, na Intendente Magalhães - a quarta agremiação programada para a noite, Tigre de Bonsucesso, não desfilou.
Em 2011, obteve a sétima colocação do grupo 2, sendo rebaixada. No ano seguinte, foi campeã do Grupo 3, na Avenida Cardoso de Morais, com desfile em homenagem à carnavalesca Rosa Magalhães, e assim, ascendeu de volta ao desfile da Intendente Magalhães.
No ano de 2019, por conta do atraso na liberação de subvenções, a Mocidade de Manguariba não desfilou de fato, com apenas os diretores atravessando a avenida, segurando o estandarte, enquanto eram acompanhados pelos presidentes de outras agremiações co-irmãs, enquanto um integrante tocava surdo como se marcasse o "minuto de silêncio", em som de luto. Assim, o bloco seria rebaixado, mas a federação anulou seu rebaixamento. Em 2020, desfilou com um enredo muito parecido com o título que estava previsto para o ano anterior, e obteve a sétima colocação, sendo enfim rebaixada para o Grupo 3.

## Segmentos

### Presidentes
| Nome                              | Mandato  | Ref.  |
| --------------------------------- | -------- | ----- |
| Paulo José Batista                | ? - 2011 | [ 3 ] |
| Wellingtom Santos Silva           | 2012 - ? | [ 4 ] |
| Rodrigo Cordeiro da Silva Andrade | ? - ?    | [ 5 ] |
| Galileu Santos                    | 2022     | [ 6 ] |

### Diretores
| Ano  | Diretor de Carnaval | Diretor de harmonia   | Mestre de bateria | Ref. |
| ---- | ------------------- | --------------------- | ----------------- | ---- |
| 2022 | Galileu Santos      | David Soares Harmonia | Ratão             |      |
|      |                     |                       |                   |      |

### Coreógrafo
| Ano  | Nome         | Ref. |
| ---- | ------------ | ---- |
| 2022 | Leozin Dance |      |
|      |              |      |

### Casal de Mestre-sala e Porta-estandarte
| Ano  | Nome                 | Ref. |
| ---- | -------------------- | ---- |
| 2022 | Jenny Diniz e Daniel |      |
|      |                      |      |

### Corte de bateria
| Ano  | Rainha          | Madrinha | Ref. |
| ---- | --------------- | -------- | ---- |
| 2022 | Carolina Borges |          |      |
|      |                 |          |      |

## Carnavais
| Ano  | Colocação   | Grupo   | Enredo                                                                                | Carnavalesco                    | Ref.         |
| ---- | ----------- | ------- | ------------------------------------------------------------------------------------- | ------------------------------- | ------------ |
| 2006 | Vice-campeã | 2-Bloco | Amazonas, Amazônia, Brasil - vamos preservar a natureza                               | Galileu Santos                  | [ 7 ]        |
| 2007 | 8°lugar     | 1-Bloco | Nas estórias que vovô contava - Manguariba canta Paraty                               | Galileu Santos                  | [ 8 ]        |
| 2008 | 8°lugar     | 1-Bloco | Sou Manguariba, Sou Nordeste! Nesta festa sou cabra da peste!                         | Galileu Santos e Cláudio Fontes | [ 9 ]        |
| 2009 | 10°lugar    | 1-Bloco | O equilíbrio de 2 reinos, águas e florestas, Osùn e Odé, Logun é                      | Cláudio Fontes                  | [ 10 ]       |
| 2010 | 6ºlugar     | 2-Bloco | Brincadeiras de Criança, Trago Ainda na Lembrança                                     |                                 | [ 1 ] [ 11 ] |
| 2011 | 7º lugar    | Bloco   | Na era do Aquecimento Global, Manguariba faz o alerta mundial                         | Cláudio Fontes                  | [ 3 ]        |
| 2012 | Campeã      | 3-Bloco | Meu enredo é Rosa!                                                                    | Waldir Tavares e Felipe Maia    | [ 4 ]        |
| 2013 | 4°lugar     | 2-Bloco | Uiara, Mãe d'agua e o boto... O canto das aguas chora em favor da fonte da vida       | Waldir Tavares e Felipe Maia    | [ 12 ]       |
| 2014 | 3º lugar    | 2-Bloco | Senhoras e Senhores, Aplausos... O Circo Manguariba Chegou!!!                         | Waldir Tavares e Felipe Maia    | [ 13 ]       |
| 2015 | 6º lugar    | 2-Bloco | "Olodum" com a bênção do deus maior Olodumarê                                         | Cláudio Fontes                  |              |
| 2016 | 7º lugar    | 2-Bloco | Afe Maria! Desconjuro, pé de pato, mangalô três vezes!                                | Galileu Santos                  | [ 14 ] [ 5 ] |
| 2017 | 7º lugar    | 2-Bloco | "Malandragem Musical" Salve Zé, entre cabrochas e malandros assim se fazia um cabaré! | Galileu Santos                  |              |
| 2018 | 7º lugar    | 2-Bloco | Citrolândia Campo Grande! Uma história de progresso e sucesso!                        | Galileu Santos                  | [ 15 ]       |
| 2019 | 9º lugar    | 2-Bloco | Ler e escrever, toda criança quer saber                                               | Cláudio Fontes                  | [ 6 ]        |
|      |             | 2-Bloco | A B C, o mundo mágico da criança quando aprende a ler e escrever                      | Ricardo Nascimento              | [ 2 ] [ 16 ] |
| 2022 | 3° lugar    | Grupo B | Um Passeio com Júlio Mattos, Mãos de Ouro que Fizeram Sonhos                          | Ricardo Nascimento              |              |
| 2023 | 3° lugar    | Grupo 2 | Vou Te Contar as Lendas Aqui do Maranhão                                              | Ricardo Nascimento              |              |
| 2024 | 6º lugar    | Grupo 2 |                                                                                       |                                 |              |
| 2025 | 4º lugar    | Grupo 2 | Os Bois Contrários                                                                    | Ricardo Nascimento              |              |